# 富士山の銘水
富士山の銘水（ふじさんのめいすい）は、山梨県富士吉田市に本社を置くミネラルウォーター事業者である。

## 概要
2010年創業。富士山の麓に位置し、玄武岩地層である本社敷地内から取水された水にはバナジウムが多く含まれている。取水された水はワンウェイ宅配方式のウォーターボトルとウォーターサーバーを出荷・販売している。

## CSR活動

### 命名権
2023年1月1日に本社の南隣に位置し陸上競技日本代表の合宿地にもなっている山梨県富士北麓公園陸上競技場の命名権を取得し、2025年12月31日まで「富士山の銘水スタジアム」の愛称になっている。

### 陸上部
2021年12月に山梨県では初となる陸上実業団チームを設立。監督に山梨学院大学陸上競技部出身で、監督としてNDソフトウェアを全日本実業団対抗駅伝競走大会（ニューイヤー駅伝）へ初出場を果たした高嶋哲を招き、選手として箱根駅伝4区で区間賞の経験のあるポール・オニエゴ（山梨学院大卒）をはじめ、箱根駅伝や全日本大学駅伝、さらには他チームからニューイヤー駅伝出場経験者を多く獲得している。
2023年11月の東日本実業団対抗駅伝競走大会にエントリーし、初出場ながら11位に入り、2024年のニューイヤー駅伝の出場権を獲得した。山梨県の企業がニューイヤー駅伝に出場するのは初めてとなる。ニューイヤー駅伝本選は5時間02分25秒で走破し出場41チーム中39位に入った。

## 関連会社
- 朝霧ビバレッジ

静岡県富士宮市人穴138番地11に本社を置くグループ会社。取水した水がバナジウムを含む点は同じであるが、地層が富士山の銘水の取水地と異なる。そのため、富士山の銘水が販売しているミネラルウォーターと比較してpHや含有ミネラルに相違がある。なお、ウォーターサーバーは富士山の銘水と同一のものである。